# Vadim Masson
Pour les articles homonymes, voir Masson.
Vadim Mikhaïlovitch Masson, né le 3 mai 1929 à Tachkent (URSS) et mort le 19 février 2010 à Saint-Pétersbourg (Russie), est un orientaliste soviétique et russe, archéologue, docteur en histoire et spécialiste de l'Asie centrale, du Proche-Orient et du Moyen-Orient du néolithique, du chalcolithique, de l'âge du bronze, de l'âge du fer et de la période antique.

## Carrière
Vadim Masson est le fils du fameux archéologue Mikhaïl Masson (1897-1986) dont il suit les cours à l'université de Tachkent. Il termine à l'âge de dix-neuf ans l'université d'État d'Asie centrale (ou université de Tachkent) en spécialité « archéologie d'Asie centrale ». En 1954, il présente sa thèse portant sur La culture antique du Dakhistan et en 1962 sa thèse de doctorat d'État portant sur Le Passé le plus ancien de l'Asie centrale (de l'apparition de l'agriculture, jusqu'à la conquête d'Alexandre le Grand).
Il est l'auteur ou le coauteur de plus de cinq cents publications et de trente-deux monographies, publiées aussi à l'étranger, comme en Grande-Bretagne, en Allemagne, au Japon ou en Italie.
Vadim Masson était membre de l'Académie russe des sciences naturelles, de l'Académie des sciences du Turkménistan, de l'Académie royale des sciences et des lettres du Danemark.

## Quelques publications
- Les civilisations primitives
- L'Histoire de l'Orient antique
- Le Kirghizistan antique
- L'Asie centrale et l'Orient antique
- La Dialectique de la tradition et de l'innovation et le processus historique dans l'ancienne Bactrie. Douchambé
- (en) Litvinsky, B. A. & P'yankova, L. T. in : Dani, Ahmad Hasan (1920-2009) (éditeur scientifique) et Masson, V. M. (Vadim Mikhaĭlovitch) (1929-2010) (éditeur scientifique), Pastoral tribes of the Bronze Age in the Oxus Valley. in : History of Central Asia, vol. 1 : The dawn of civilization: earliest times to 700 B.C., Delhi, Motilal Banarsidass Publishers, 1999, 535 pages  (ISBN 81-2081407-X)
- Culturogenèse de l'ancienne Asie centrale, Saint-Pétersbourg, 2006

## Source
- (ru) Cet article est partiellement ou en totalité issu de l’article de Wikipédia en russe intitulé « Массон, Вадим Михайлович » (voir la liste des auteurs).